# ストレーザ戦線
ストレーザ戦線（ストレーザせんせん、イタリア語：Fronte di Stresa）は、1935年の会合によって成立したイタリア・イギリス・フランスによる連携。およそ2ヶ月ほどで崩壊した。

## 概要
アドルフ・ヒトラー率いるナチ党政権がヴェルサイユ条約に反して再軍備を進めようとすることに対し、1935年4月11日から14日まで、マッジョーレ湖に近いストレーザで、イタリア・イギリス・フランスの三国が会合を設けた。この場でロカルノ条約の内容が再確認された。
イタリアにとってオーストリアは潜在的な安全保障上の脅威であると共に、未回収のイタリアを巡る政治対立が残る国であった。ヒトラーが目指すドイツとオーストリアの「合併」の可能性が高まると、ムッソリーニの不安はさらに高まった。アビシニア危機においてヒトラーがイタリアを支援するまで、ムッソリーニはヒトラーを信用していなかったのである。
しかし、1935年6月にイギリスがナチス・ドイツと英独海軍協定を結んだことで、この三国の連携はまもなく崩壊した。